# Arothron reticularis
Arothron reticularis es una especie de peces de la familia Tetraodontidae en el orden de los Tetraodontiformes.

## Morfología
Los machos pueden llegar alcanzar los 45 cm de longitud total.

## Alimentación
Come corales, moluscos y otros invertebrados

## Hábitat
Es un pez de mar de clima tropical y asociado a los  arrecifes de coral que vive entre 1-25 m de profundidad.

## Distribución geográfica
Se encuentra en el Índico y el Pacífico occidental.